# Mouzaïa
Mouzaia (în arabă موزاية) este o comună din provincia Blida, Algeria.
Populația comunei este de 52.555 locuitori (2008).